# CKCN-FM

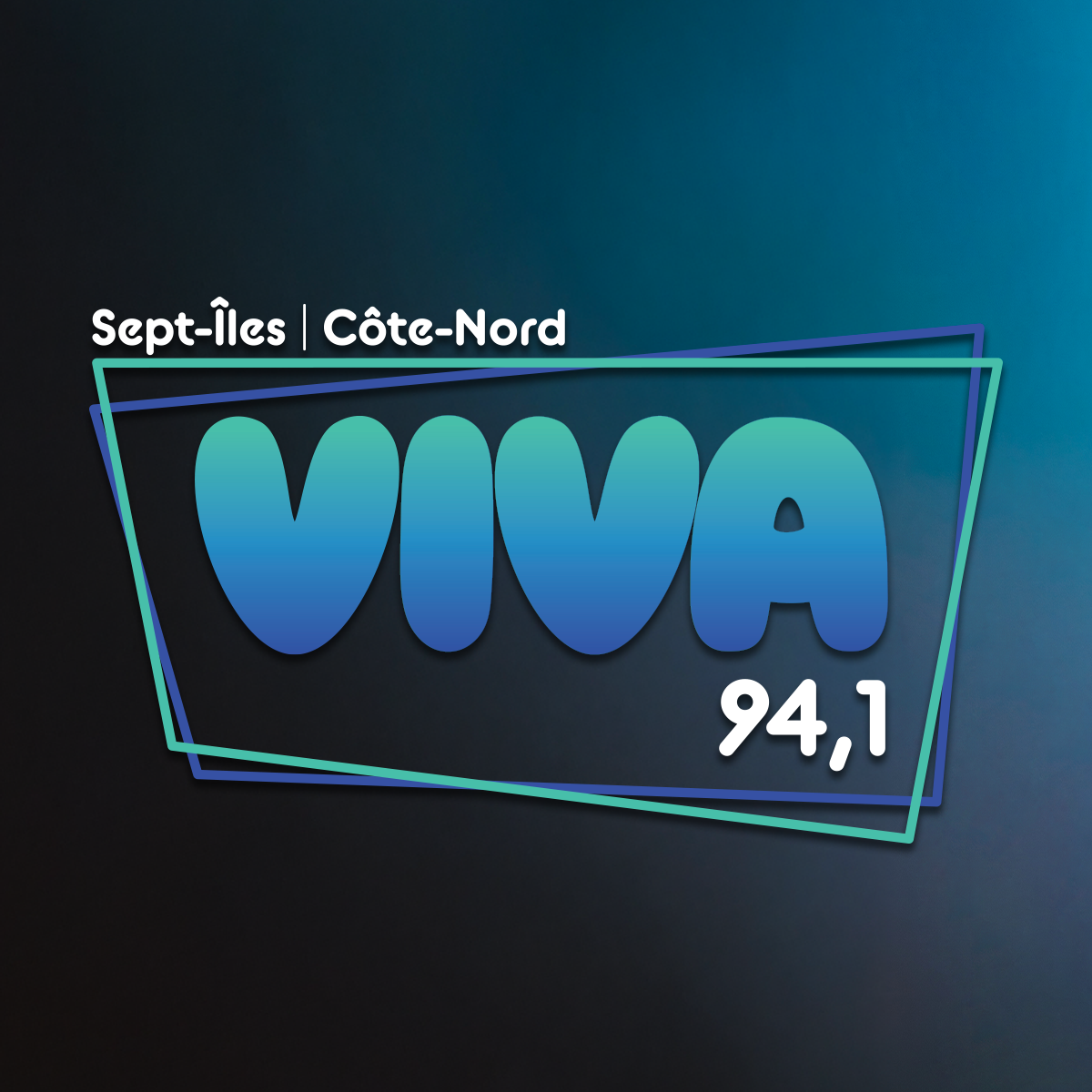

CKCN-FM, s'identifiant en ondes sous Plaisir 94.1, est une station de radio propriété du groupe Arsenal Media diffusant à la fréquence 94,1 MHz sur la bande FM à Sept-Îles au Québec.
La station propose une programmation musicale variée qui s'adresse à une clientèle adulte. La programmation de la station fait une grande place aux acteurs ainsi qu'aux organismes locaux sur la Côte-Nord afin d'être à l'écoute de son milieu. L'actualité régionale y occupe également une place de choix.
La station a pignon sur rue au 106 rue Napoléon, bureau 400 à Sept-Îles, à la même adresse que le studio de sa station sœur CIPC-FM.

## Histoire
Détenu à l'époque par Radio Sept-Îles inc, CKCN fait son apparition dans le paysage radiophonique le 30 mars 1963. La station diffusait alors sur la bande AM à la fréquence 560 kHz avec une puissance de 5 000 watts.
En 1998, la station reçoit le feu vert du CRTC pour migrer vers la bande FM à la fréquence 94,1 MHz avec une puissance apparente rayonnée de 4 880 watts.
En juin 2008, le contrôle effectif de la station passe de Radio Sept-Iles inc à Médias Nord-Côtiers inc, une société contrôlée par Richard Bourgoing.
Attraction Radio se porte acquéreur de CKCN-FM à Sept-Îles et de CIPC-FM à l'été 2016.
Le 31 mai 2018, il est annoncé que Pur FM 94.1 deviendra Plaisir 94.1. Ce changement est effectif à partir du 14 juin de la même année.